# Bătălia de la Mohács (1526)
Bătălia de la Mohács (în maghiară Mohácsi csata) a fost o bătălie desfășurată la 29 august 1526, lângă Mohács, în Ungaria. În această bătălie forțele Regatului Ungariei, conduse de arhiepiscopul Pál Tomori și de regele Ludovic al II-lea (în vârstă de 20 de ani), au fost învinse de forțele superioare numeric ale Imperiului Otoman, conduse de sultanul Suleiman Magnificul.
Victoria otomanilor a avut ca rezultat împărțirea Ungariei timp de aprox. 150 de ani între Imperiul Otoman și Casa de Habsburg din Austria. Autonomia Principatului Transilvaniei a fost recunoscută de Imperiul Otoman.

## Pregătirile
Ungaria s-a opus timp de mulți ani expansiunii Imperiului Otoman în sud-estul Europei, dar căderea cetății Belgrad în 1521 a însemnat că majoritatea teritoriului din sudul Ungariei a rămas fără apărare. Pentru a contracara puterea crescândă a otomanilor, Ludovic al II-lea, regele Ungariei și Boemiei, s-a căsătorit cu Maria de Austria în 1522, sperând să obțină ajutorul casei Habsburg a Austriei în războiul cu otomanii. Otomanii au văzut această alianță ca o amenințare la puterea lor din Balcani și au plănuit s-o distrugă. 
Într-un efort de a amâna o ofensivă militară completă și o posibilă cucerire a Ungariei, guvernul otoman, sau Înalta Poartă, a făcut ungurilor cel  puțin una sau chiar două oferte de pace. Nu este clar motivul pentru care Ludovic a refuzat aceste oferte. Este posibil că datorită presiunilor din partea nobililor din vestul Ungariei, influențați de proximitatea puterii crescânde a Habsburgilor, s-au temut de posibile agresiuni din partea Austriei, în cazul semnării unui tratat de pace cu otomanii. Regatul Poloniei (1385–1569) semnase un tratat similar de pace cu Poarta cu câțiva ani înainte. În cele din urmă, încercările pentru un acord de pace au eșuat și turcii au hotărât să atace. În iunie 1526 armata otomană a urcat pe Dunăre cu acest scop. 
Armata ungară era împărțită în trei unități principale: armata Transilvaniei, sub comanda lui János Zápolya, număra între 8.000 și 13.000 oameni și avea ca misiune păzirea trecătorilor din munții Transilvaniei; armata principală, condusă de regele Ludovic; și o armată mai mică de circa 5.000 de oameni, comandată de contele croat Cristofor Frankopan. Datorită situării geografice a regatului, țelul final al armatei turcești nu a putut fi determinat până la trecerea munților. Din nefericire, după ce turcii au traversat munții, armata Transilvaniei era mai departe de Buda decât otomanii. Documentele istorice ale vremii, deși rare, au consemnat faptul că Ludovic a preferat să se retragă, lăsând turcilor cale liberă.
Forțele maghiare au ales câmpul de luptă, o câmpie deschisă dar nu netedă, cu câteva mlaștini, de lângă Mohács, în apropierea Dunării. Otomanii au putut avansa aproape fără opoziție. În timp ce Ludovic aștepta în capitală, turcii au asediat mai multe orașe și au traversat râurile Sava și Drava. Ludovic a adunat între 26.000 și 40.000 de soldați, în timp ce armata otomană număra circa 70.000 - 100.000 de oameni
. Ungurii au ocupat terenul avantajos și au sperat să hărțuiască cu succes armata otomană.

## Bătălia

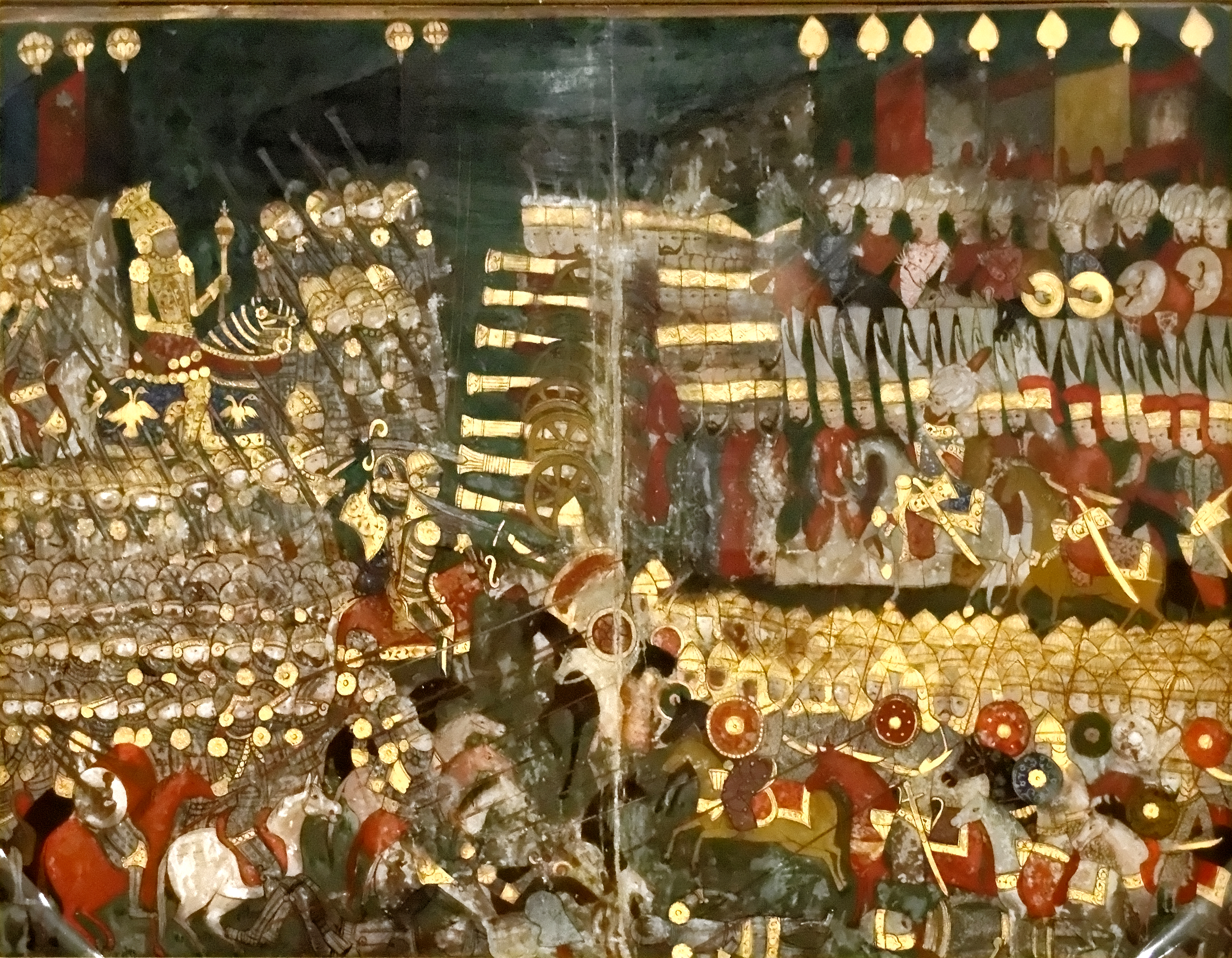
Bătălia de la Mohács (miniatură otomană)

Începutul confruntării este în general plasat între orele 1:00 PM și 2:00 PM, dar durata exactă a bătăliei este greu de stabilit, ca de altfel și numărul total de combatanți. Deși unii istorici au estimat durata bătăliei la circa două sau trei ore, aceasta pare puțin probabil datorită mai multor factori. Armata otomană nu s-a retras de pe câmp pentru a intra în tabără după bătălie, însă a rămas în câmp toată noaptea, fără alimente, apă sau adăpost. Dat fiind faptul că cronicarii otomani au notat că ploua, pare posibil că bătălia a fost de scurtă durată și s-a terminat după-amiaza devreme, cel târziu înainte de ora 5:00 PM, iar sultanul ar fi ordonat ca trupele să se întoarcă în tabără. Câteva surse credibile indică faptul că regele Ludovic a părăsit câmpul de luptă după apusul soarelui și a încercat să scape după lăsarea nopții; deoarece soarele nu avea cum să apună înainte de aproximativ ora 6:30 PM la data de 29 august 1526, asta pare să însemne că bătălia a durat mai mult de două sau trei ore - poate patru sau chiar cinci.
După ce primele trupe ale lui Suleiman, armata Rumeliană, au avansat pe câmpul de luptă, au fost atacați și împrăștiați de trupele maghiare conduse de Pál Tomori. Acest atac pe flancul drept a cauzat o panică considerabilă între rândurile otomanilor, dar pe când ungurii au înaintat, otomanii s-au regrupat datorită sosirii întăririlor. În timp ce pe flancul drept ungurii au înaintat suficient de mult încât l-au pus pe sultan în pericol prin săgețile care i-au lovit cuirasa, superioritatea numerică a otomanilor și contraatacul la timp al ienicerilor, trupele de elită, probabil i-au copleșit pe atacanți, mai ales cei de pe flancul stâng. Ungurii nu și-au putut menține pozițiile, iar cei care nu s-au retras au fost încercuiți și capturați sau uciși. Regele a încercat să scape sub acoperirea întunericului, dar a fost aruncat de pe cal într-un râu lângă Csele și s-a înecat, fiind îngreunat de armura sa. Circa 1.000 de nobili și conducători unguri au fost de asemenea uciși. În general este acceptat că peste 10.000 de unguri au căzut în timpul bătăliei, la fel ca și un număr similar de otomani.
După terminarea bătăliei, sultanul a dat ordin să fie executați toți prizonierii. Două zile mai târziu a notat în jurnalul său: "Sultanul a primit omagiile vizirilor și beyilor, 2000 de prizonieri sunt masacrați, ploaia cade în torente". Între cei 2.000 de prizonieri executați s-au aflat mai multe nume maghiare de seamă.

## Consecințe

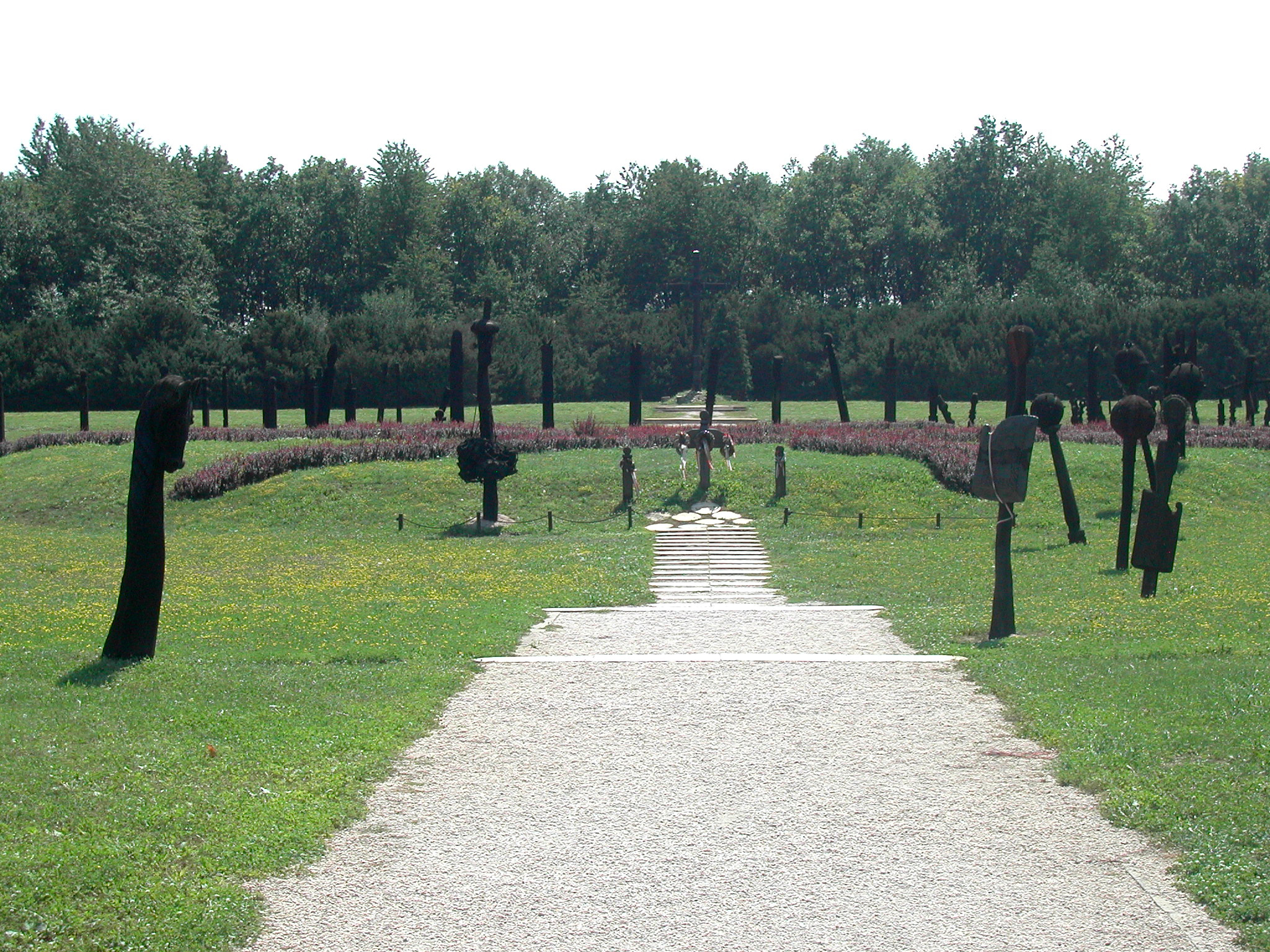
Monumentul bătăliei de la Mohács

Victoria nu le-a oferit otomanilor securitatea dorită. După data de 30 august corpul principal al armatei turce, urmând cursul Dunării, avansează spre Buda, iar la data de 11 septembrie intră in orașul de reședință a regilor maghiari. Cetatea regală și orașul practic sunt abandonate, Regina si Curtea se refugiază la Pozsony, exemplul lor fiind luat de burghezia germană și maghiară. După ce oastea otomană a prădat orașul și vecinătățile ei, sultanul, în data de 14 septembrie ordonă incendierea orașului. Prada de război, încărcată pe nave fluviale, a fost transportată pe Dunăre spre teritoriile turcești; la 21 septembrie sultanul hotărăște retragerea trupelor otomane. Motivul retragerii rapide se pare că se datora apropierii iernii și insecurității strategice a teritoriului Ungariei. La data ocupării Budei pe teritoriul Regatului se aflau cantonate trei armate creștine: la Zagreb armata condusa de banul croat Kristóf Frangepán,oastea condusă de Voievodul Transilvaniei Ioan Zapolya staționată la Szeged și o armată de mercenari străini cu tabăra la Györ și Székesfehérvár.  Abia în anul 1541 au reușit să captureze și să ocupe capitala. Totuși, bătălia de la Mohács a însemnat sfârșitul Regatului Independent al Ungariei ca teritoriu unificat. Ocupația otomană a fost contestată de Arhiducele de Habsburg al Austriei, Ferdinand I al Sfântului Imperiu Roman, cumnatul  regelui Ludovic și succesorul acestuia, prin tratatul cu regele Ladislau II Jagiello al Boemiei și Ungariei. Boemia a căzut sub stăpânirea Austriei, care a dominat treimea vestică a Ungariei și porțiuni din teritoriul Croației de astăzi (Regatul Ungariei), în timp ce otomanii au stăpânit centrul Ungariei și suveranitatea asupra Transilvaniei semi-independente, iar nordul Ungariei a rămas independent până la sfârșitul anilor 1500. Anii următori, de război aproape constant, au necesitat un angajament susținut al forțelor otomane, dovedindu-se a fi așa o povară asupra resurselor încât regatul relativ sărac al Ungariei nu i-a putut face față. Armatele creștine au asediat Buda de mai multe ori în timpul anilor 1500, iar Suleiman însuși a murit în timpul bătăliei de la Szigetvár din 1566; au mai avut loc și două asedii otomane eșuate la Eger, care nu a căzut decât în 1596, la finalul rezistenței independente maghiare. 
Mohács este considerat de mulți unguri ca momentul decisiv nefavorabil din istoria țării, o traumă națională persistând și astăzi în memoria populară. În momentele de ghinion, ungurii au o expresie: "mai multe s-au pierdut la Mohács" (Több is veszett Mohácsnál). Chiar și în prezent, ungurii percep bătălia de la Mohács ca însemnând sfârșitul unei regat european independent și odinioară puternic. Mohács a fost o înfrângere decisivă, evenimentele ce i-au urmat au semnificat, de facto, sfârșitul independenței Ungariei. Următoarele două secole de lupte aproape constante dintre cele două imperii, Habsburg și Otoman, au devastat economia zonei și au decimat populația.